# Pavlo Rozenberg
Pavlo Rozenberg (Vínnitsa, Ucrania, 22 de julio de 1983) es un clavadista o saltador de trampolín alemán de origen ucraniano especializado en trampolín de 1 metro, donde consiguió ser medallista de bronce mundial en 2011.

## Carrera deportiva
En el Campeonato Mundial de Natación de 2011 celebrado en Shanghái (China) ganó la medalla de  en el trampolín de 1 metro, con una puntuación de 436 puntos, tras los saltadores chinos Li Shixin  (oro con 463 puntos) y He Min (plata con 455 puntos).